# Xiong Shili
Xiong Shili (chinois 熊十力 , pinyin Xióng Shílì), (18 février 1885 - 23 mai 1968) est un penseur chinois du début du XXe siècle et un des précurseurs du nouveau confucianisme. Appartenant à l'école des néo-confucéens modernes, il s'est très largement intéressé au bouddhisme et principalement à l'école Vijñanavada.